# Les Rois de la flotte
Pour plus de détails, voir Fiche technique et Distribution.
Les Rois de la flotte est un film français réalisé par René Pujol, sorti en 1938.

## Synopsis
Cruchadouze et Castaniet sont deux copains inséparables. Un jour, ils décident de quitter Arcachon pour tenter l'aventure à Bordeaux. Après divers petits boulots, ils entrent en contact avec Betty Florent, l'épouse du banquier. Celui-ci vient d'être contacté par un ancien complice qui le fait chanter en lui proposant une arnaque à l'assurance. Une grosse prime sur la tête d'un simplet. C'est alors que Cruchadouze passait par là.

## Fiche technique
- Titre : Les Rois de la flotte
- Réalisation : René Pujol
- Scénario et dialogues : René Pujol
- Décors : Georges Gratigny
- Photographie : Raymond Agnel et Claude Renoir
- Montage : Georges Friedland
- Son : Carl S. Livermann
- Musique : Vincent Scotto
- Société de production : Optimax Films
- Pays d'origine :  France
- Genre : Comédie
- Durée : 90 minutes
- Dates de sortie : 
  - France : 19 octobre 1938

## Distribution
- Pierre Tichadel : Cruchadouze
- Germaine Roger
- Marcel Rousseau : Castaniet
- Raymond Aimos
- Paul Azaïs
- Mady Berry
- Jacques Beauvais
- Sinoël